# Rentat broncoalveolar

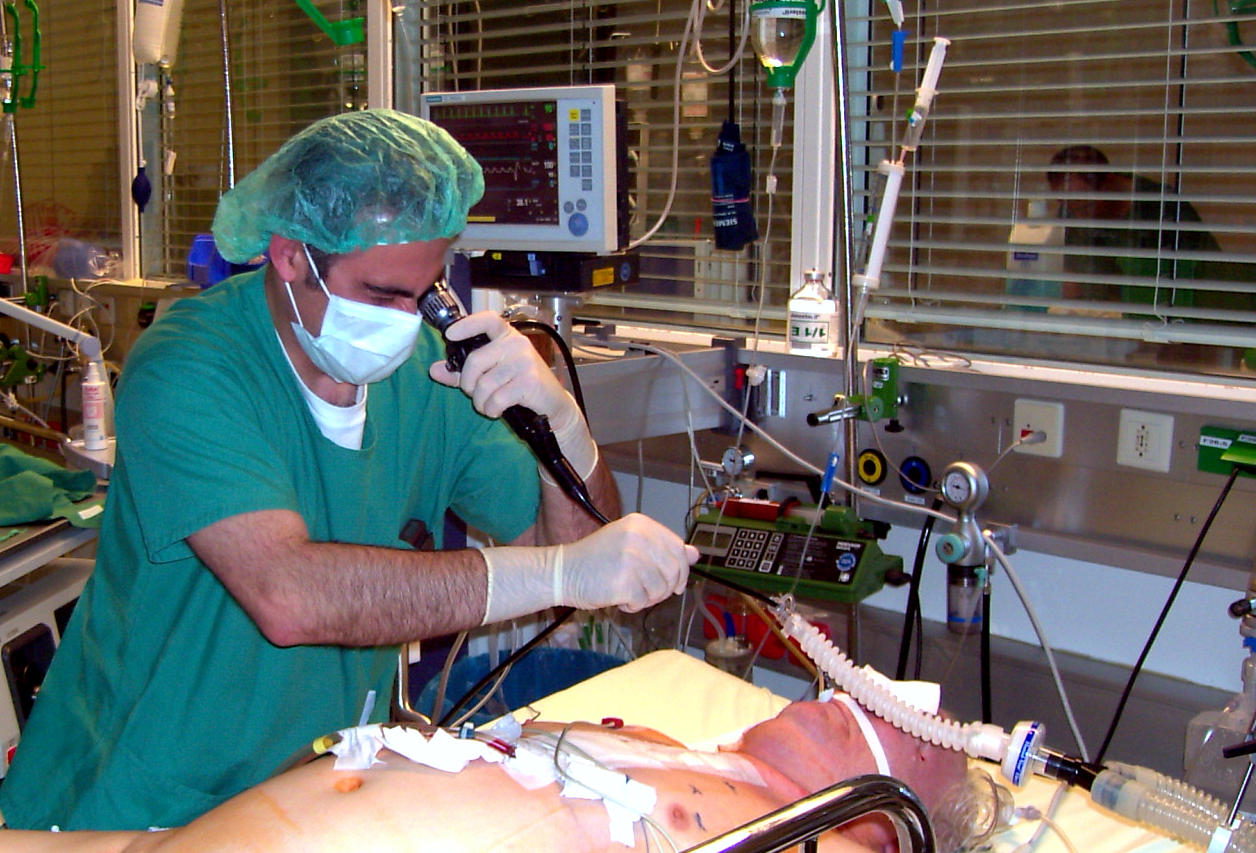
Broncoscòpia: rentat dels bronquis i alvèols dels pulmons.

El rentat broncoalveolar (en anglès bronchoalveolar lavage o BAL) és un mètode de diagnòstic del tracte respiratori inferior en el qual un broncoscopi (que es passa per la boca o el nas fins als pulmons), introdueix una quantitat mesurada de líquid que després es recull per examen. Aquest mètode es realitza normalment per diagnosticar infeccions del tracte respiratori inferior (que condueixen a, per exemple, la pneumònia i la COVID-19) tot i que també s'ha demostrat que té utilitat en el diagnòstic de malalties pulmonars intersticials.
En particular, el rentat broncoalveolar s'utilitza habitualment per diagnosticar infeccions en persones amb problemes del sistema immunitari, pneumònia en persones amb respiradors i síndrome del destret respiratori agut (SDRA). És el mètode més comú utilitzat per a mostrejar el líquid de revestiment epitelial i per determinar la composició proteica de les vies respiratòries pulmonars. El rentat fins i tot s'ha utilitzat terapèuticament per eliminar el moc, millorar la ventilació de les vies respiratòries i reduir la inflamació de les vies respiratòries en condicions com la malaltia pulmonar obstructiva crònica (MPOC) i la proteïnosi alveolar pulmonar (PAP).